# Susukan (Susukan, Cirebon)
Susukan is een bestuurslaag in het regentschap Cirebon van de provincie West-Java, Indonesië. Susukan telt 6441 inwoners (volkstelling 2010).